# Corpus Christianorum
Das Corpus Christianorum, abgekürzt CC, ist eine vom belgischen Verlag Brepols Publishers in Turnhout herausgegebene Buchreihe, die die griechischen und lateinischen Werke der christlichen kirchlichen Schriftsteller der patristischen Zeit und des Mittelalters in kritischen Textausgaben zugänglich machen soll.

## Geschichte
Das Corpus Christianorum geht zurück auf das 1947 von Eligius Dekkers gemeinsam mit Brepols begonnene Vorhaben, die vorwiegend auf Nachdrucken beruhende Patrologia Latina von Jacques Paul Migne durch ein kritisches Editionswerk auf dem Stand der Forschung des 20. Jahrhunderts abzulösen. Der ursprüngliche Plan umfasste nur die lateinischen Werke aus der Zeit von Tertullian bis Beda Venerabilis. Das Projekt wurde vorbereitet durch die Gründung der Zeitschrift Sacris Erudiri (1948) und durch die Veröffentlichung von Dekkers’ Clavis Patrum Latinorum (CPL, 1951), 1953 erschienen dann die ersten Textausgaben.

## Reihen
Das Corpus Christianorum wurde seither im Umfang stark erweitert und gliedert sich heute in die folgenden Unterreihen:
- CCSL – Corpus Christianorum, Series Latina: lateinische christliche Schriftsteller der ersten acht Jahrhunderte.
- CCCM – Corpus Christianorum, Continuatio Mediaevalis: lateinische christliche Schriftsteller von der Zeit der Karolinger bis zum Ausgang des Mittelalters.
- CCSG – Corpus Christianorum, Series Graeca: griechische christliche Schriftsteller vornehmlich der Zeit nach dem 1. Konzil von Nicäa.
- CCAMA – Corpus Christianorum, Autographa Medii Aevi: Eigenhändige Niederschriften (Autographe) oder vom Autor persönlich überwachte Abschriften (Ideographe) bedeutender lateinischer Werke des Mittelalters. Herausgeber der Reihe sind Claudio Leonardi, Guglielmo Cavallo, Louis Holtz und Michael Lapidge
- CCSA – Corpus Christianorum, Series Apocryphorum: Pseudoepigraphische oder anonyme Texte christlicher Provenienz, die ihre Entstehung biblischen Personen oder einem in der Bibel beschriebenen Ereignis zuschreiben. Herausgegeben von der Association pour l’étude de la littérature apocryphe chrétienne
- CCCOGD – Corpus Christianorum Conciliorum Oecumenicorum Generaliumque Decreta: Beschlüsse der ökumenischen Konzilien einschließlich anderer allgemeiner Konzilien; zugleich Neuauflage der Concilia Oecumenicorum Decreta.

Hinzu kommen Veröffentlichungsreihen für Monographien und lexikographische Hilfsmittel zur Erschließung der Textausgaben.
Die Textausgaben der Unterreihen CCSL und CCCM sind in elektronischer Form Bestandteil der CETEDOC Library of Christian Latin Texts (CLCLT), die unter der Leitung von Paul Tombeur vom Centre de traitement électronique des documents (CETEDOC) der Université Catholique de Louvain in Zusammenarbeit mit Brepols begonnen wurde und seit Oktober 2001 unter dem Titel Library of Latin Texts (LLT) von dem von Tombeur geleiteten Centre «Traditio Litterarum Occidentalium» in Turnhout in Zusammenarbeit mit Brepols weitergeführt wird.